# Arapska guma
Arapska guma zove se tako, jer su je u Europu donijeli Arapi, dobiva se od raznih vrsti akacija, ponajviše od grma Acacia senegal (Acacia verek).

## Nastanak
Guma nastaje u unutarnjoj kori stabla i grana tzv. gummosis. Po nekim autorima gummosis nastaje od bakterija i gljiva ili od ozljeda na pr. životinjama ili suviškom fermenata. Po drugima zavisi gummosis o starosti i hranidbi akacije; tu tvrdnju dokazuju činjenicom, što jednake biljke ne daju jednake gume ni po sadržaju ni po svojstvima. Jedne akacije k tome zarežu tako, da skinu s kore remen nekoliko centimetara širok. Guma izlazi iz stabla odmah poslije perioda kiša, prije nego što se lišće razvije, kad suhi istočni vjetrovi sve ugriju i osuše (u Sudanu, Kordofanu i Senegambiji), a od toga kora puca i curi iz nje guma.
Arapska guma uglavnom je spoj kalcija, kalija i magnezija s arabincm, t.j. kiselinskim ugljičnim hidratom, koji se u vodi topi, no nije pravi koloid, jer ima osmotski tlak. Ravninu polarizacije odvraća na lijevo ili na desno, prema svome podrijetlu. U gumi se nalaze i posebni katalizatori za oksidaciju, tzv. enzimi: oksidaza i peroksidaza, od kojih se lako oksidiraju spojevi s karbolnom skupinom i neki drugi, kao npr. morfin, adrenalin, strihnin, digitoksin, kokain itd. Ako se zagrije otopina gume do 100° C, unište se ti katalizatori, a u pilule se mogu s gumom pomiješati gore spomenuti lijekovi.
Guma se izvozi u luke i ondje sortira na jasne, prozirne, bjelkaste ili malo žućkaste komade (tzv. ljekarnička arapska guma) smeđe i žuto obojane (tzv. tehnička guma).
Služi u bojadisarstvu i tiskarstvu i u tehnici kao ljepilo na markama. Najbolja je vrsta kordofanska (Gummi arabicum electissima). Iz Senegambije izvozi se godišnje 7—8 milijuna kg, a iz Sudana i Kordofana 10—20 milijuna.

## Ljekovito djelovanje
Guma ublažuje boli kod upale kože i sluznice. Umanjuje odnosno, uklanja podražaj koji prouzrokuju neki lijekovi (npr. digitalis). Zajedno s fiziološkom otopinom kuhinjske soli uzimaju je mjesto transfuzije krvi kod jakog krvarenja.
U ljekarstvu se uzima od najdavnijih vremena. Tako je u egipatskoj medicini spominju pred 1700 godina kao »kami«, od koje je riječi nastao grčki izraz »komi«, odnosno sadašnji gumi.	